# Sharon Moore
Sharon Anne Moore es una ingeniera de software británica, y es la directora de Tecnología para el sector público de IBM en Reino Unido e Irlanda. Fue nombrada miembro de la Orden del Imperio Británico (MBE) en los Birthday Honors de 2018. 

## Trayectoria
Estudió ingeniería de software, en la Universidad de Glasgow y se graduó en 2001 con honores como primera de su clase.
Moore busca aumentar el número de mujeres mayores en carreras tecnológicas reteniendo a los jóvenes talentos y apoyando a las personas que regresan tras su licencia por maternidad. Ha trabajado en varios roles dentro de IBM. Fue nombrada vicepresidenta del grupo de mujeres de la British Computer Society en 2017, habiendo sido miembro del comité de Escocia desde 2012. Fue nombrada miembro del club IBM al 100 % en 2012 y 2014.
En 2014, dio una charla TEDx en la Universidad de Strathclyde. sobre cómo las redes sociales cambiarán el futuro. Trabaja con Skills Development Scotland para abordar la brecha de género en el sector de la tecnología de Escocia.
Forma parte de la junta de Mujeres en Tecnología de Escocia. Y, desde 2016, es miembro de la junta del Centro de Innovación para Sistemas de Imágenes y Sensores.

## Reconocimientos
En 2016, 2017 y 2018, Moore fue incluida en el Top 50 de mujeres más influyentes de Computer Weekly en TI del Reino Unido. Fue galardonada en 2017 con el premio Mujer en liderazgo inspiradora de Mujeres en tecnología de Escocia. Apareció en el podcast Women in Technology de Espree Devora. Fue nombrada miembro de la Orden del Imperio Británico (MBE) en 2018 Birthday Honors, «Por servicios a mujeres en industrias basadas en tecnología».